# Gerard J. van den Berg
Pour les articles homonymes, voir van den Berg.
Gerard J. van den Berg est un économiste néerlandais né en 1962. Il est spécialiste d'économie du travail et d'économétrie. 

## Publications
- « Active Labor Market Policy Effects in a Dynamic Setting » , Journal of the European Economic Association, vol.7, nos 2-3 2009, avec Bruno Crépon, G. Jolivet et Marc Ferracci.